# Ayhan Işık

Poster de Ayşecik: Yuvanın Bekçileri, una pel·lícula de 1969, dirigida per Aram Gülyüz, i on comparteix els rols principals amb Belgin Doruk i la jove actriu Ayşecik

Ayhan Işık (Izmir, 5 de maig de 1929 - Istanbul, 16 de juny de 1979) va ser un actor de cinema turc. Se li concedeix com al Taçsız Kral (Rei sense corona) a Turquia.
Fill d'una família turca de muhacir (emigrants, refugiats) de Selanik, naix a Izmir i amb quatre mesos de vida marxa a Istanbul amb la seva família. Des de petita edat treballa en diferents oficis per a poder ajudar a la seva família. Estudia en la Acadèmia de Belles Arts (avui Universitat Mimar Sinan) i treballa com a pintor, abans de ser actor, a la Casa de Monedes i Bitllets (Darphane) d'Istanbul.